# Grand Rapids (Michigan)
Grand Rapids és una ciutat ubicada al Comtat de Kent a Michigan, Estats Units d'Amèrica, de 193.396 habitants segons el cens de l'any 2008 i amb una densitat de 1.711 per km². Grand Rapids és la segona ciutat més poblada de l'estat (després de Detroit) i la 114a ciutat més poblada del país. Es troba a uns 110 quilòmetres per carretera de la capital de Michigan, Lansing. L'actual alcalde és George Heartwell. S'hi troba El Museu d'Art Grand Rapids (Grand Rapids Art Museum) (GRAM), un museu d'art amb col·leccions que van des del Renaixement fins a l'art modern i col·leccions especials d'art europeu i americà dels segles XIX i XX.

## Ciutats agermanades
- Ōmihachiman, Japó
- Bielsko-Biała, Polònia
- Perusa, Itàlia
- Districte de Ga, Ghana
- Zapopan, Mèxic